# 莫妮卡·蘭博
莫妮卡·蘭博（英語：Monica Rambeau）是美國漫威漫畫出版的超級英雄。該角色由作家羅傑·斯特恩和藝術家小約翰·羅米塔創作，首次出現在《超凡蜘蛛人年鑑》#16（1982 年 10 月）。莫妮卡·蘭博在受到能量幹擾武器產生的超維度能量轟擊後獲得了超能力。她後來加入並最終成為復仇者聯盟一段時間的領導者。她也是Nextwave和最新Ultimates團隊的成員。這個角色在她歷史上的不同時期也被稱為驚奇隊長、光子、脈衝星和光譜。

## 其他媒體

### 電影
- 漫威電影宇宙：由泰娜·帕麗斯飾演。
  - 《驚奇隊長》（2019年）：由阿基拉·阿克巴飾演少年時期的莫妮卡·蘭博。
  - 《驚奇隊長2》（2023年）

### 電視
- 漫威電影宇宙：由泰娜·帕麗斯回歸飾演。
  - 《汪達幻視》（2021年）
  - 《無限可能：假如…？》第三季（2024年）：動畫劇集，配音演出。

## 資料來源
1. ↑  DeFalco, Tom; Sanderson, Peter; Brevoort, Tom; Teitelbaum, Michael; Wallace, Daniel; Darling, Andrew; Forbeck, Matt; Cowsill, Alan; Bray, Adam. . DK Publishing. 2019: 340. ISBN 978-1-4654-7890-0.
2. ↑  . Comic Book Resources. May 27, 2018  [2022-08-08]. （原始内容存档于2024-08-01） （美国英语）.